# Клепало (село)
Клепало (болг. Клепало) — село в Благоевградской области Болгарии. Входит в состав общины Струмяни. Находится примерно в 19 км к западу от центра села Струмяни и примерно в 46 км к югу от центра города Благоевград. По данным переписи населения 2011 года, в селе  проживало 44 человека, преобладающая национальность — болгары. Село расположено в горном массиве Малешевска-Планина.

## Население
| Год     | 1934 | 1946 | 1956 | 1965 | 1975 | 1985 | 1992 | 2001 | 2011 |
| ------- | ---- | ---- | ---- | ---- | ---- | ---- | ---- | ---- | ---- |
| Жителей | 220  | 295  | 371  | 309  | 211  | 133  | 101  | 71   | 44   |

|  |